# Fred S. Stone
Frederick St. Clair Stone, mieux connu sous le nom de Fred S. Stone était un pianiste noir de musique ragtime né au Canada (Ontario) le 22 janvier 1873. Il est considéré comme un des précurseurs du genre. Stone composera 19 morceaux, dont des rags, des valses et marches. Il est mort le 14 janvier 1912 dans la ville de Détroit, à l'âge de 38 ans.

## Liste des œuvres
1891
- The Detroit Wheelman's - MarchMa Ragtime Baby (1898) The Bos'n Rag (1899)

1894

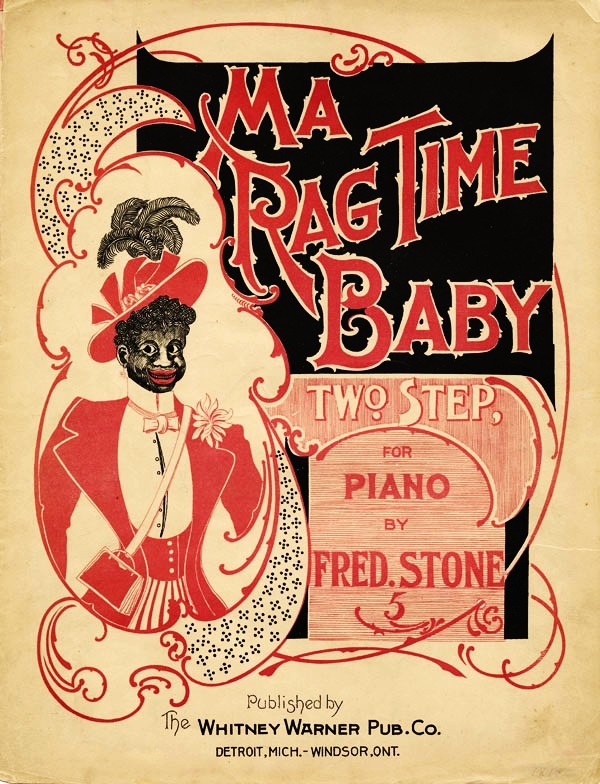
Ma Ragtime Baby (1898)

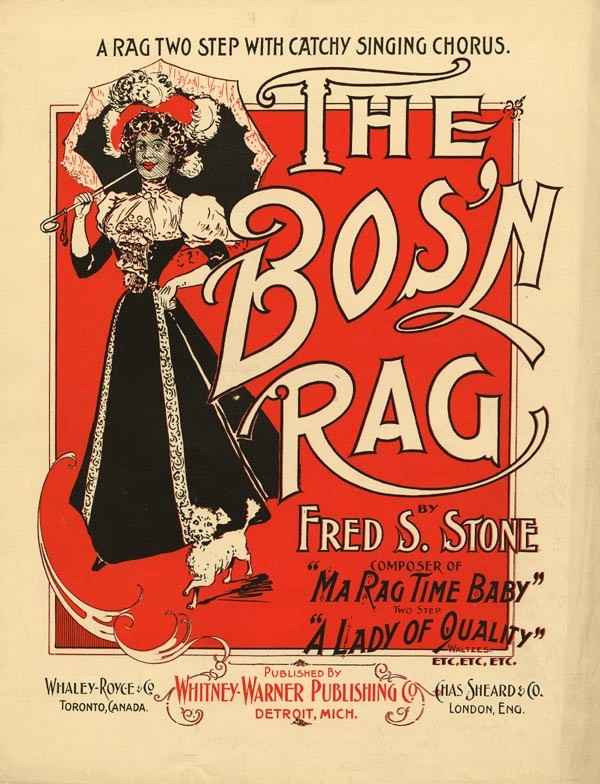
The Bos'n Rag (1899)

- At Twilight (Des Aberds) - Waltzes

1895
- The Indian - Two Step [avec Edward Liggett]

1896
- La Albecite - Spanish Waltzes
- Mackinac - March

1897
- A Lady of Quality - Waltzes

1898
- The Cardinal - March
- Ma Ragtime Baby - Two Step
- Ma Ragtime Baby (Song) [avec Charles H. Stone]

1899
- The Bos'n Rag - A Rag Two Step

1900
- Elseeta

1901
- Silks and Rags - Waltzes

1902
- Sue

1903
- Belle of the Philippines
- A Kangaroo Hop

1905
- Belinda - Characteristic March

1908
- Melody at Twilight
- Stone's Barn Dance

1909
- Detroit Wholesalers and Manufacturers - March and Two Step